# Ayase (músico)
Ayase (Ube, Yamaguchi, 4 de abril de 1994) es un músico japonés conocido por su trabajo como productor de Vocaloid, así como por ser, junto con Ikura, miembro del dúo musical de Yoasobi. Previamente, fue fundador de la banda de rock Davinci, la cual existió hasta 2020.

## Primeros años
Ayase nació el 4 de abril de 1994 en Ube (Yamaguchi, Japón). En una entrevista con el periódico Asahi Shimbun, Ayase declaró que, cuando tenía 3 o 4 años, empezó a tocar el piano de parte de su abuela, una profesora de piano. Entrando a la escuela primaria, Ayase se involucró en lecciones de piano profesionales. En el bachillerato, aprendió a tocar canciones de Ringo Shiina en la guitarra acústica, después de que sus padres le diesen una como regalo de Navidad.
Ayase ha citado a Exile, Sukima Switch, Kobukuro, Radwimps, Aiko, Maximum the Hormone, Coldrain, Crossfaith, SiM, Slipknot y Bring Me the Horizon como influencias musicales en su trabajo.

## Carrera

### Davinci
A sus 16 años, y aún en el bachillerato, Ayase formó una banda de rock llamada Davinci con compañeros de su colegio, performando bajo el nombre artístico de Keiichirō (啓一郎?) como vocalista y líder de la banda. Un año después, Ayase abandonó el bachillerato para dedicarse a la banda.
Inicialmente, la banda estaba basada en la ciudad de Shūnan (Yamaguchi), mudándose a Tokio en 2016, con el fin de expandir sus actividades a todo Japón. En 2018, la banda anunció un cese indefinido a sus actividades, después de que Ayase tuviese que ser operado por una úlcera péptica. Davinci anunció su disolución dos años después, en julio de 2020.

### Carrera como solista
Durante su estadía en el hospital, Ayase empezó a usar la voz sintética musical Hatsune Miku del programa Vocaloid. Ayase publicó su primera canción como solista el 24 de diciembre de 2018, «Sentensei Assault Girl», usando esta voz sintética.
Desde entonces, Ayase empezó a publicar canciones como solista usando la voz de Miku a lo largo de 2019, incluyendo su primer éxito, «Last Resort» (publicado el 30 de abril de 2019). Siete de las canciones publicadas en 2019 por Ayase (una, «Yoru Naderu Menō», cantada por el mismo Ayase, y las otras seis por Hatsune Miku), más una cover por Miku de una canción publicada por Yoasobi («Yoru ni Kakeru»), fueron incluidas en su primer EP, el compilatorio Yurei Tokyo, lanzado el 17 de noviembre de ese 2019 en CD, con una edición digital del álbum excluyendo «Yoru Naderu Menō» y «Yoru ni Kakeru» lanzada el 23 del mismo mes.
Su segundo EP, Mikunoyoasobi, fue lanzado el 6 de enero de 2021 exclusivamente en CD para Tower Records Japan, incluyendo 7 canciones del primer EP de Yoasobi, The Book, cantadas por Hatsune Miku. El 8 de septiembre de 2021, un sencillo con dos canciones de Yurei Tokyo («Ghost City Tokyo» y «Yoru Naderu Menō»), ahora cantadas por el mismo Ayase, fue lanzado comercialmente para plataformas digitales, después de haber sido publicadas las covers de las canciones en YouTube y Niconico con anterioridad.

### Yoasobi
Alrededor del periodo en que se popularizó «Last Resort», a mediados de 2019, Ayase recibió una oferta de dos empleados de Sony Music Entertainment Japan (SMEJ) para colaborar en la producción de canciones basadas en historias escritas por usuarios de la red social creativa Monogatary.com, operada por la misma SMEJ. Ayase encontró a Ikura por medio de Instagram, donde ella tenía covers de canciones de j-pop, tras lo que Ayase la contactó y la persuadió para formar un dúo, llamado Yoasobi. Su canción debut, «Yoru ni Kakeru» (lanzada en diciembre de 2019), se hizo viral, convirtiéndose en un éxito musical en Japón que dio lugar a la popularización del dúo.

## Discografía

### EPs
| Año  | Título de álbum         | Sello         | Formato                 | Posicionamientos | Ref    | Notas      |
| Año  | Título de álbum         | Sello         | Formato                 | Bandera de Japón | Ref    | Notas      |
| ---- | ----------------------- | ------------- | ----------------------- | ---------------- | ------ | ---------- |
| 2019 | Yurei Tokyo (幽霊東京?) | Autopublicado | CD, descarga, streaming | —                |        | [ nota 1 ] |
| 2021 | Mikunoyoasobi           | SMEJ          | CD, descarga, streaming | 18               | [ 16 ] |            |

### Sencillos
| Año  | Título de sencillo                                             | Notas                 |
| ---- | -------------------------------------------------------------- | --------------------- |
| 2021 | Yoru Naderu Menō / Ghost City Tokyo (夜撫でるメノウ/幽霊東京?) | [ nota 1 ] [ nota 2 ] |
| 2022 | Hōwa / Cinema (飽和/シネマ?)                                   |                       |
| 2023 | Shock!                                                         |                       |

### Canciones

#### Como productor de Vocaloid
| Año  | Título de canción    | Título de canción      | Título de canción           | Voz                     | Álbum                              | Posicionamientos | Posicionamientos | Certificaciones           | Ref                  | Notas                 |
| Año  | Kana y kanji         | Rōmaji                 | Inglés                      | Voz                     | Álbum                              | Bandera de Japón | Bandera de Japón | Certificaciones           | Ref                  | Notas                 |
| Año  | Kana y kanji         | Rōmaji                 | Inglés                      | Voz                     | Álbum                              | Hot 100          | Dwn.             | Certificaciones           | Ref                  | Notas                 |
| ---- | -------------------- | ---------------------- | --------------------------- | ----------------------- | ---------------------------------- | ---------------- | ---------------- | ------------------------- | -------------------- | --------------------- |
| 2018 | 先天性アサルトガール | Sentensei Asaruto Gāru | «Sentensei Assault Girl»    | Hatsune Miku            | —                                  | —                | —                | N/A                       |                      |                       |
| 2019 | 泣いてない           | Naite Nai              | «I'm Not Cryring»           | Hatsune Miku            | —                                  | —                | —                | N/A                       |                      |                       |
| 2019 | ハッピーエンダー     | Happī Endā             | «Happy Ender»               | Hatsune Miku            | Yurei Tokyo                        | —                | —                | N/A                       |                      |                       |
| 2019 | 夜撫でるメノウ       | Yoru Naderu Menō       | «Agate Caressing the Night» | Hatsune Miku            | —                                  | 25               | 21               | (RIAJ: noviembre de 2022) | [ 17 ] [ 18 ] [ 19 ] | [ nota 2 ] [ nota 3 ] |
| 2019 | ラストリゾート       | Rasuto Rizōto          | «Last Resort»               | Hatsune Miku            | Yurei Tokyo                        | —                | —                | N/A                       |                      |                       |
| 2019 | 人間モドキ           | Ningen Modoki          | «Pseudo Humans»             | V Flower y Hatsune Miku | —                                  | —                | —                | N/A                       |                      |                       |
| 2019 | キラークイーン       | Kirā Kuīn              | «Killer Queen»              | Hatsune Miku            | Yurei Tokyo                        | —                | —                | N/A                       |                      |                       |
| 2019 | フィクションブルー   | Fikushon Burū          | «Fiction Blue»              | Hatsune Miku            | Yurei Tokyo                        | —                | —                | N/A                       |                      |                       |
| 2019 | ヴァイオレッタ       | Vaioretta              | «Violeta»                   | Hatsune Miku            | Yurei Tokyo                        | —                | —                | N/A                       |                      |                       |
| 2019 | 幽霊東京             | Yūrei Tōkyō            | «Ghost City Tokyo»          | Hatsune Miku            | Yurei Tokyo                        | —                | 36               | N/A                       | [ 18 ]               | [ nota 1 ] [ nota 3 ] |
| 2020 | シニカルナイトプラン | Shinikaru Naito Puran  | «Cynical Night Plan»        | Hatsune Miku            | —                                  | —                | —                | N/A                       |                      |                       |
| 2020 | よくばり             | Yokubari               | «Yokubari»                  | Hatsune Miku            | —                                  | —                | —                | N/A                       |                      |                       |
| 2022 | シネマ               | Shinema                | «Cinema»                    | Hatsune Miku            | —                                  | —                | 56               | N/A                       | [ 20 ]               | [ nota 3 ]            |
| 2023 | —                    | —                      | «Hero»                      | Hatsune Miku            | Magical Mirai 2023: Official Album | —                | —                | N/A                       |                      |                       |
| 2023 | キラキラキラ         | Kira Kira Kira         | —                           | Hatsune Miku            | Ryūgūjō                            | —                | —                | N/A                       |                      |                       |

##### Self-covers
| Año  | Título de canción | Título de canción | Título de canción           | Álbum       | Sencillo                            | Notas      |
| Año  | Kana y kanji      | Rōmaji            | Inglés                      | Álbum       | Sencillo                            | Notas      |
| ---- | ----------------- | ----------------- | --------------------------- | ----------- | ----------------------------------- | ---------- |
| 2019 | 夜撫でるメノウ    | Yoru Naderu Menō  | «Agate Caressing the Night» | Yurei Tokyo | Yoru Naderu Menō / Ghost City Tokyo | [ nota 2 ] |
| 2019 | 幽霊東京          | Yūrei Tōkyō       | «Ghost City Tokyo»          | —           | Yoru Naderu Menō / Ghost City Tokyo | [ nota 1 ] |
| 2022 | シネマ            | Shinema           | «Cinema»                    | —           | Hōwa / Cinema                       |            |

#### Comocantautor
| Año  | Título de canción | Título de canción | Título de canción | Sencillo      | Posicionamientos | Posicionamientos | Certificaciones | Ref    |
| Año  | Kana y kanji      | Rōmaji            | Inglés            | Sencillo      | Bandera de Japón | Bandera de Japón | Certificaciones | Ref    |
| Año  | Kana y kanji      | Rōmaji            | Inglés            | Sencillo      | Hot 100          | Dwn.             | Certificaciones | Ref    |
| ---- | ----------------- | ----------------- | ----------------- | ------------- | ---------------- | ---------------- | --------------- | ------ |
| 2022 | 飽和              | Hōwa              | —                 | Hōwa / Cinema | —                | 23               | N/A             | [ 20 ] |
| 2023 | —                 | —                 | «Shock!»          | Shock!        | —                | —                | N/A             |        |

#### Colaboraciones
| Año  | Título de canción | Título de canción | Título de canción | Colaboradores       | Álbum         | Posicionamientos | Posicionamientos | Certificaciones       | Ref                  | Notas |
| Año  | Kana y kanji      | Rōmaji            | Inglés            | Colaboradores       | Álbum         | Bandera de Japón | Bandera de Japón | Certificaciones       | Ref                  | Notas |
| Año  | Kana y kanji      | Rōmaji            | Inglés            | Colaboradores       | Álbum         | Hot 100          | Dwn.             | Certificaciones       | Ref                  | Notas |
| ---- | ----------------- | ----------------- | ----------------- | ------------------- | ------------- | ---------------- | ---------------- | --------------------- | -------------------- | ----- |
| 2022 | ばかまじめ        | Baka Majime       | «Baka Majime»     | Creepy Nuts e Ikura | Ensemble Play | 38               | 6                | (RIAJ: abril de 2023) | [ 21 ] [ 22 ] [ 23 ] |       |
| 2023 | 飛天              | Hiten             | «Hiten»           | R-Shitei            | —             | 73               | 12               | N/A                   | [ 24 ] [ 25 ]        |       |

## Premios y reconocimientos
Fue nombrado Embajador Furusato (en japonés: ふるさと大使, romanizado: Furusato taishi, representante turístico y/o publicitario de la ciudad natal del intitulado) de Ube en abril de 2021.

#### Material autopublicado
1. ↑  Davinci (27 de noviembre de 2015). «TTHTリリースツアー周南場所！！». Twiiter (en japonés). Consultado el 23 de marzo de 2024.
2. ↑  Davinci (7 de enero de 2016). «Davinci上京一発目のライブ！». Twiiter (en japonés). Consultado el 23 de marzo de 2024.
3. ↑  Davinci (3 de octubre de 2018). «Davinciから皆様へ今後の活動について大切なお知らせがございます。». Twitter (en japonés). Consultado el 23 de marzo de 2024.
4. ↑  Davinci (16 de julio de 2020). «Davinciから皆様へ». Twitter (en japonés). Consultado el 23 de marzo de 2024.
5. ↑  «ヴァイオレッタ / 初音ミク». YouTube. Consultado el 12 de abril de 2024. «VIOLETA OFFICIAL AUDIO FROM YUREI TOKYO».
6. ↑  «幽霊東京 / 初音ミク». YouTube. Consultado el 12 de abril de 2024. «ユウレイトウキョウ | GHOST CITY TOKYO».
7. ↑  «YOASOBI、初配信ライヴ2月14日開催決定。1st EP『THE BOOK』の初音ミクVer.『MIKUNOYOASOBI』タワレコ限定サプライズ・リリース。ファンクラブ「CLUB 夜遊」もプレオープン - TOWER RECORDS ONLINE». tower.jp. Consultado el 12 de abril de 2024.

#### Otras fuentes
1. ↑  «「YOASOBI」Ayase、藍にいなとの熱愛報道認める「リスペクトし合える良き関係」 - 結婚・熱愛 : 日刊スポーツ». nikkansports.com (en japonés). Consultado el 26 de mayo de 2024.
2. 1 2 3  Company, The Asahi Shimbun. «中高生に爆発的人気を誇る音楽ユニット「YOASOBI」 そのクリエイティビティーの源泉とは：朝日新聞デジタル&Education». 朝日新聞デジタル&Education (en japonés). Consultado el 24 de marzo de 2024.
3. ↑  Soo, J. X. (4 de septiembre de 2023). «YOASOBI: the “ultimate J-pop unit” faces the world». NME (en inglés británico). Consultado el 22 de junio de 2024.
4. ↑  Crystal Bell (29 de octubre de 2021). «YOASOBI Is Ready to Go Global». Paper (en inglés). Consultado el 22 de junio de 2024.
5. ↑  «SiM MAH and YOASOBI Ayase discuss metal music and the role their music should play in the world as music from Japan.». Real Sound｜リアルサウンド (en japonés). 2 de septiembre de 2023. Consultado el 22 de junio de 2024.
6. ↑  «YOASOBI、ボカロ文化と繋がる「物語音楽」の新たな才能の真髄 | CINRA». www.cinra.net (en japonés). Consultado el 24 de marzo de 2024.
7. 1 2  «＜インタビュー＞YOASOBIが語るユニット結成の経緯、音楽と小説を行き来する面白さ | Special». Billboard JAPAN (en japonés). Consultado el 24 de marzo de 2024.
8. ↑  海外情報班, VEVELARGE- (23 de diciembre de 2019). «人気ボカロP『Ayase』が１周年を記念して “幽霊東京” のセルフカヴァーを公開». ヴェヴェラージ (en japonés). Consultado el 12 de abril de 2024.
9. ↑  «Ayase、「幽霊東京 (digital edition)」を配信開始｜THE MAGAZINE». THE MAGAZINE (en japonés). Consultado el 12 de abril de 2024.
10. ↑  «Ayase、ボカロ曲セルフカバー配信シングル『夜撫でるメノウ / 幽霊東京』を緊急リリース | SPICE - エンタメ特化型情報メディア スパイス». SPICE（スパイス）｜エンタメ特化型情報メディア スパイス (en japonés). Consultado el 12 de abril de 2024.
11. ↑  «YOASOBI transforms fiction into music». inkl (en inglés). 5 de noviembre de 2020. Consultado el 26 de mayo de 2024.
12. ↑  «嵐 二宮和也、コンサートのゴンドラに乗る姿にも“ナルシスト感”はなし？ 妻夫木聡「ニノは成田山の豆まきみたいな感じ」». Real Sound｜リアルサウンド (en japonés). 27 de septiembre de 2020. Consultado el 26 de mayo de 2024.
13. ↑  Japan, Billboard (1 de julio de 2020). «Rising J-Pop Duo YOASOBI Reveal Influences From Anime to Folk: Interview». Billboard (en inglés estadounidense). Consultado el 26 de mayo de 2024.
14. ↑  «瑛人「香水」、YOASOBI「夜に駆ける」……SNSやサブスクで存在感示すアーティストと楽曲に注目». Real Sound｜リアルサウンド (en japonés). 5 de junio de 2020. Consultado el 26 de mayo de 2024.
15. ↑  «YOASOBI、大ヒットの背景は「現代のリアリティとの共鳴」». NEWSポストセブン (en japonés). Consultado el 26 de mayo de 2024.
16. ↑  «Billboard Japan Hot Albums | Charts». Billboard JAPAN (en japonés). Consultado el 3 de junio de 2024.
17. ↑  «Billboard Japan Hot 100 | Charts». Billboard JAPAN (en japonés). Consultado el 4 de junio de 2024.
18. 1 2  «Billboard Japan Top Download Songs | Charts». Billboard JAPAN (en japonés). Consultado el 4 de junio de 2024.
19. ↑  «一般社団法人 日本レコード協会». www.riaj.or.jp. Consultado el 22 de junio de 2024.
20. 1 2  «Billboard Japan Top Download Songs | Charts». Billboard JAPAN (en japonés). Consultado el 4 de junio de 2024.
21. ↑  «Billboard Japan Hot 100 | Charts». Billboard JAPAN (en japonés). Consultado el 28 de junio de 2024.
22. ↑  «Billboard Japan Top Download Songs | Charts». Billboard JAPAN (en japonés). Consultado el 28 de junio de 2024.
23. ↑  «一般社団法人 日本レコード協会». www.riaj.or.jp. Consultado el 28 de junio de 2024.
24. ↑  «Billboard Japan Hot 100 | Charts». Billboard JAPAN (en japonés). Consultado el 28 de junio de 2024.
25. ↑  «Billboard Japan Top Download Songs | Charts». Billboard JAPAN (en japonés). Consultado el 28 de junio de 2024.
26. ↑  «宇部ふるさと大使にＡｙａｓｅさん/「ＹОＡＳОＢＩ」のメンバー». 山口新聞 電子版 (en japonés). 15 de abril de 2021. Consultado el 26 de mayo de 2024.